# New Richland (Minnesota)
Pour les articles homonymes, voir New Richland.
New Richland est une ville du comté de Waseca, dans le centre-sud du Minnesota (États-Unis). Sa population est estimée à 1 203 habitants par le recensement des États-Unis de 2010.

## Histoire
New Richland a été fondée en 1877.